# Poskusi atentatov na Hitlerja
To je nepopoln spisek poskusov atentata na kanclerja in diktatorja Adolfa Hitlerja.

## Pred letom 1933
Takrat so bili štiri poskusi atentata na Hitlerja; od tega eden s strupom v hotelu Kaiserhof leta 1930.

## Leto 1933
V tem letu je bilo deset poskusov.

## Po letu 1933
| datum             | lokacija         | atentator                                                                                |
| ----------------- | ---------------- | ---------------------------------------------------------------------------------------- |
| 1934              | Berlin           | Beppo Römer                                                                              |
| 1934              | Berlin           | Helmut Mylius                                                                            |
| 1934              | Neznano          | Neznano                                                                                  |
| 1934              | Neznano          | Neznano                                                                                  |
| 1935              | Berlin           | Marwitz Group                                                                            |
| 1935              | Berlin           | Paul Josef Stuermer                                                                      |
| 20. december 1936 | Nuremberg        | Helmut Hirsch                                                                            |
| 1937              | Berlin           | Josef Thomas                                                                             |
| 1937              | Berlin           | Neznani SS-ovec                                                                          |
| 9. november 1938  | München          | Maurice Bavaud                                                                           |
| 5. oktober 1939   | Varšava          | Michał Karaszewicz-TokarzewskiService for Poland's Victory                               |
| 8. november 1939  | München          | Johann Georg Elser                                                                       |
| 1939              | Berlin           | Erich Kordt                                                                              |
| 1940              | Pariz            | Erwin von Witzleben                                                                      |
| 1941              | Berlin           | Nikolaus von Halem                                                                       |
| 1941-1943 (več)   | Berlin           | Beppo Römer                                                                              |
| 1943              | Walki(Rusija)    | Hubert Lanz, Hans Speidel, Hyazinth Count von Strachwitz                                 |
| 13. marec 1943    | Smolensk(Rusija) | Henning von Tresckow, Fabian von Schlabrendorff                                          |
| Marec 1943        | Smolensk         | Friedrich König, Philipp von Boeselager                                                  |
| 21. marec 1943    | Berlin           | Henning von Tresckow, Fabian von Schlabrendorff, Rudolf Christoph Freiherr von Gersdorff |
| 1943              | Vzhodna Prusija  | Neznani Poljak                                                                           |
| 1943              | Berlin           | Rudolf Christoph Freiherr von Gersdorff                                                  |
| 16. november 1943 | Vzhodna Prusija  | Axel Freiherr von dem Bussche-Streithorst                                                |
| Januar 1944       | Vzhodna Prusija  | Ewald-Heinrich von Kleist-Schmenzin                                                      |
| 11. marec 1944    | Obersalzberg     | Eberhard von Breitenbuch                                                                 |
| 1944 (več)        | Berlin           | Claus von Stauffenberg                                                                   |
| 20. junij 1944    | Vzhodna Prusija  | Claus von Stauffenberg                                                                   |

Najuspešnejši med vsemi je bil poskus 20. julija 1944. Poimenovali so ga Operacija Valkira (angleško Valkyrie).